# Гюрджян, Гагик Гургенович
Га́гик Гурге́нович Гюрджя́н (арм. Գագիկ Գյուրջյան, 16 октября 1948, село Воскеваз, Аштаракский район) — армянский государственный деятель.
- 1967—1972 — архитектурный факультет Ереванского политехнического института. Архитектор-градостроитель. Награждён благодарностью президента Республики Армения (2001). Лауреат многих всесоюзных и республиканских конкурсов и премии по архитектурной организации.
- 1992—1994 — подготовительные курсы Вашингтонского университета в области градостроительства и кадастра (Мэриленд).
- 1972—1975 — работал в качестве архитектора в институте «Армгоспроект».
- 1972—1990 — депутат Арташатского горсовета, а в 1991—1995 — депутат Арташатского райсовета.
- 1975—1991 — главный архитектор г. Аштарак.
- 1991—1994 — работал в государственном комитете градостроительства и архитектуры Армении в качестве начальника управления градостроительства, затем членом коллегии того же комитета.
- 1994—1996 — первый заместитель председателя государственного комитета градостроительства и архитектуры Армении.
- 1995—1998 — начальник архитектурно-строительного контроля министерства градостроительства Армении.
- 1998—2004 — начальник агентства защиты памятников истории и культуры министерства культуры и по делам молодёжи Армении.
- 2004—2007 — заместитель министра культуры и по делам молодёжи Армении.
- Январь-февраль 2006 — исполняющий обязанности министра культуры и по делам молодёжи Армении.
- С июня 2007 — заместитель министра культуры Армении.

## Проекты
Проект распределения и развития объектов здравоохранения Армении (1972).
Проект детальной планировки по улице Лернагорцнери г. Капана (1973).
Проектирование генерального плана (Мегри, 1974).
Проект детальной планировки левобережной части (Аштарак, 1974—1975).
План градостроительства у реки (Аштарак, 1975—1976).
Проект памятника жертвам Второй мировой войны в Бюракане (1978).
Проект экспериментальных жилых домов (Аштарак, 1978).
Проект реставрации старой мельницы (Аштарак, 1980).
Проект памятника академика Норайра Сисакяна (Аштарак, 1980).
Проект подвесного моста на реке Касах (Аштарак, 1980).
Проект историко-архитектурного обоснования (Аштарак, 1981).
Проект реставрации церкви Св. Геворга и музея под открытым небом села Мугни (село Мугни, 1982).
Проект реставрации церкви Св. Марине (Аштарак, 1984).
Проект реставрации народных жилых домов (Аштарак, 1979—1985).
Проект реставрации старой водяной мельницы летней резиденции «Айкашен» католикоса всех армян в селе Бюракан (1986).
Проект восстановления туристического центра (Аштарак, 1986).
Проект историко-архитектурного обоснования Аштарак—Воскеваз—Ошакан (1986).
Проект реконструкции музыкальной школы (Аштарак, 1987).
Проект развития и распределения туристических центров в Армении (в сотрудничестве с Московским центральным градостроительным институтом 1987).
Проект районного планирования Армении (в сотрудничестве с институтом «Гипрогор» в Москве 1990).

## Общественная деятельность
Член правления союза архитекторов Армении, заместитель председателя союза (1978—1991).
Член союза международных архитекторов (с 1976).
Председатель комиссии по лицензированию инженерных исследовании и геологии строительных проектов (1991—1992)
Председатель межведомственной археологической комиссии (с 1999).
Президент армянской общественной организации «Икомос» (с 2001).
Член-корреспондент Армянской инженерной академии (2003—2007).
Действительный член Армянской инженерной академии (с 2007).